# كارلو موسو
كارلو موسو (بالإنجليزية: Carlo Musso) هو طبيب طوارئ ‏ أمريكي، ولد في القرن العشرين.